# Athis hechtiae
Athis hechtiae is een vlinder uit de familie Castniidae. De wetenschappelijke naam van de soort is, als Castnia hechtiae, voor het eerst geldig gepubliceerd in 1910 door Harrison Gray Dyar.
De soort komt voor in het Neotropisch gebied.

## Synoniemen
- Castnia miastagma Dyar, 1915